# Хасал, Томас
Томас Хасал (англ. Thomas Hasal; род. 9 июля 1999, Кеймбридж, Онтарио, Канада) — канадский футболист, вратарь.

## Клубная карьера
Хасал присоединился к филиалу академии клуба «Ванкувер Уайткэпс» в Саскачеване в 2013 году. 7 марта 2019 года Хасал подписал контракт с «Ванкувер Уайткэпс» в качестве доморощенного игрока до конца сезона MLS 2020 с опциями продления на сезоны 2021 и 2022. Его профессиональный дебют состоялся 19 июля 2020 года в матче группового этапа Турнира MLS is Back против «Сиэтл Саундерс», когда он вышел на замену во втором тайме после травмы Максима Крепо. Хасал вошёл в число финалистов на соискание наград Турнира MLS is Back — «Золотую перчатку», символическую сборную и лучший сэйв. В отсутствие Крепо Хасал сыграл в девяти матчах, но в конце сентября в матче против «Реал Солт-Лейк» получил перелом голени и сотрясение мозга. 22 февраля 2022 года Хасал подписал с «Ванкувер Уайткэпс» новый контракт до конца сезона 2023 с опциями продления на сезоны 2024 и 2025. После продажи Крепо Хасал начал сезон 2022 в качестве основного вратаря «Уайткэпс», однако 8 мая в матче против «Торонто» получил перелом пальца левой руки, из-за чего выбыл из строя на три месяца. 18 августа 2023 года Хасал был помещён в список травмированных до конца сезона MLS из-за тендинита связки надколенника. По окончании сезона 2023 «Ванкувер Уайткэпс» отклонил опцию продления контракта с Хасалом и он стал свободным агентом.

## Международная карьера
В 2017 году Хасал был включён в заявку молодёжной сборной Канады на участие в молодёжном чемпионате КОНКАКАФ в Коста-Рике. На турнире он сыграл в матчах против Гондураса, Мексики и Антигуа и Барбуды.
В 2018 году Хасал во второй раз принял на участие в молодёжном чемпионате КОНКАКАФ в США. На турнире он сыграл в матчах против Доминики и Сент-Китса и Невиса.
Хасал значился в предварительной заявке сборной Канады на Золотой кубок КОНКАКАФ 2021 из 60 игроков, но в окончательный состав из 23 игроков не попал.
В ноябре 2022 года Хасал впервые получил вызов в сборную Канады, на товарищеский матч со сборной Бахрейна, но остался в запасе.